# Ісмаель (Уїже)
Ісмаель Футебул Клубе  або просто Ісмаель (порт. Ismael Futebol Clube) — професіональний ангольський футбольний клуб з міста Уїже.

## Історія клубу
ФК «Ісмаель» належить до наймолодших футбольних клубів Анголи. Команду засновано 8 жовтня 2014 року Октавіу Ісмаелем, на честь якого клуб і отримав свою назву.
У 2015 році команда виграла чемпіонат провінції Уїже з футболу і здобула право з наступного сезону виступати в Гіра Анголі, другому дивізіоні чемпіонату Анголи, та поборотися за місце в Гіраболі.

## Досягнення
- Чемпіонат провінції Уїже з футболу
  -  Чемпіон (1): 2015

- Гіра Ангола (Серія B)
  -  Срібний призер (1): 2015

## Статистика виступів у національних чемпіонатах
| 2015 ГА A |
|           |
| 2-ге      |
|           |
|           |
|           |
|           |

Примітка: ГА A = Гіра Ангола (другий дивізіон) Серія A

## Відомі тренери
- Ніколау да Кошта Бодо